# Kaneohe Station, Hawaii
Kaneohe Station är en ort (CDP) i Honolulu County, i delstaten Hawaii, USA. Enligt United States Census Bureau har orten en folkmängd på 9 517 invånare (2010) och en landarea på 11,4 km².